# Los hijos de Don Juan
Los hijos de Don Juan è una serie televisiva ecuadoriana creata e diretta da Fabrizio Aveiga. La serie rappresenta la vita di quattro uomini, che scoprono di essere figli dello stesso padre solo quando muore e affida loro la sua attività commerciale. La serie è stata trasmessa su TC Televisión dal 15 luglio 2015 al 23 dicembre 2016.

## Trama
La serie ruota attorno a Francisco, Gonzalo, Salvador e Mauricio. I quattro sono figli dello stesso padre e lo scoprono solo quando questo muore. L'uomo era un donnaiolo, che non li ha mai riconosciuti, e lascia loro in eredità l'amministrazione di diversi locali in un centro commerciale. Scoprono inoltre di Sammy Silva, la figlia adottiva di Juan Silva, con la quale sono costretti a vivere e lavorare. Da qui inizia una storia di umorismo, amore e intrecci.

## Personaggi e interpreti

### Principali
- Francisco Silva (stagione 1-2), interpretato da Víctor Araúz.
- Gonzalo Silva (stagioni 1-2), interpretato  da Leonardo Moreira.
- Salvador Silva (stagioni 1-2), interpretato da Isaam Eskandar.
- Mauricio Silva (stagioni 1-2), interpretato da Jose Urrutia.
- Sammy Silva (stagioni 1-2), interpretata da Maria Fernanda Perez.
- Ruperta Palomeque (stagioni 1-2), interpretata da Jasu Montero.
- Zoila Bella (stagioni 1-2), interpretata da Sofia Caiche.
- Maria Jose Patino (stagioni 1-2), interpretata da Mayra Jaime.
- Chavorino (stagioni 1-2), interpretato da Jose Corozo.
- Malibu (stagione 2), interpretata da Sheryl Rubio.
- Madame Trouche (stagione 1-2), interpretato da Carmen Angulo.
- Juan Silva (stagione 1), interpretata da Santiago Naranjo.
- Amir Santander  (stagioni 2), interpretato da Jonathan Montenegro.

### Ricorrenti
- Juliett Peralta (stagione 2), interpretato da Joselyn Gallardo.
- Kassandro (stagione 1-2), interpretato da David Reinoso.
- Saskia Mena Mora (stagioni 1), interpretato da Claudia Camposano.
- Sara María (stagioni 1-2), interpretata da Elena Gui.
- Gustavo (stagione 1), interpretato da Juan José Jaramillo.
- "La Mofle", interpretata da Flor María Palomeque.

## Episodi
| Stagione         | Episodi | Pubblicazione Ecuador | Pubblicazione Italia |
| ---------------- | ------- | --------------------- | -------------------- |
| Prima stagione   | 131     | 2015                  | inedita              |
| Seconda stagione | 74      | 2016                  | inedita              |